# Exzellenz (Titel)
Exzellenz (aus dem lateinischen excellere „sich erheben, hervorragen“ bzw. excellentia „Vortrefflichkeit“, metonymisch „höhere Stellung“) ist das Ehrenprädikat in der Anrede von Persönlichkeiten in hervorragender amtlicher Stellung.

## Frühere Verwendung

### Die Langobardenkönige, die Frankenkönige und die deutschen Kaiser
Den Titel führten zuerst die langobardischen, dann die fränkischen Könige und die deutschen Kaiser bis zum 14. Jahrhundert. Darauf wurde dieser im 15. Jahrhundert von den italienischen Fürsten angenommen. Sie ersetzten den Titel durch Altezza (Hoheit), weil der französische Gesandte in Rom, Herzog von Nevers, 1593 den Titel angenommen hatte und andere Gesandte ersten Ranges seinem Beispiel gefolgt waren. Bei Golo Mann grämt sich Wallenstein im Januar 1630, dass ihn der Nuntius mit Excellenza, nicht mit Altezza anredet.

### Das Recht, den Titel Exzellenz zu verleihen
Die Kurfürsten erhielten im Westfälischen Frieden, die übrigen Fürsten erst später das Recht, Gesandte mit dem Titel Exzellenz zu ernennen. Daraufhin nahmen die Reichsgrafen, die diesen Titel ebenfalls eine Zeitlang geführt hatten, das Prädikat Erlaucht oder Hochgräfliche Gnaden an.

### Die Gepflogenheit in Frankreich und dem 18.Jahrhundert in Deutschland
1654 begannen die Franzosen, ihren höchsten Zivil- oder Militärbeamten den Titel Excellence beizulegen. Diesem Beispiel folgte man bald in Deutschland, wo im 18. Jahrhundert sogar akademische Dozenten und Professoren (Schulexzellenz) diese Auszeichnung in Anspruch nahmen. So wurde Exzellenz in Deutschland zu einem Amts- oder Diensttitel, während er in Frankreich den Ducs vorbehalten blieb und in Italien von jedem Adeligen geführt wurde.

### Der Titel Exzellenz im Deutschen Kaiserreich
Im Deutschen Kaiserreich stand der Titel Exzellenz nur Ministern, Gesandten, Wirklichen Geheimräten, Oberpräsidenten, den ersten Hof- und Militärwürden (ab Generalleutnant und Vizeadmiral) und Botschaftern zu. In Preußen führten auch die Erzbischöfe den Titel Exzellenz.
Auch Frauen erhielten das Prädikat Exzellenz, wenn sie das Hofamt der ersten Hofdame (Staatsdame) innehatten.

### Die Gepflogenheit im Russischen Kaiserreich
Im Russischen Kaiserreich trugen den Titel bis 1917 Staatsbeamte vom Wirklichen Staatsrat (4. Rangklasse der Rangtabelle) und Offiziere vom Generalmajor aufwärts.
Die Großkreuzträger der meisten europäischen Ritterorden hatten ebenfalls das Recht auf dieses Ehrenprädikat.

### Der TitelExcellencyin den Vereinigten Staaten
In den USA führten der Präsident der Vereinigten Staaten und der Gouverneur von Massachusetts den Titel Excellency, der Präsident nicht offiziell durch die Verfassung der Vereinigten Staaten, der Gouverneur hingegen offiziell nach der Verfassung des Bundesstaates Massachusetts.

## Gebrauch in Deutschland
Nach deutscher Konvention und dem Protokoll sind Exzellenzen (Anrede + Anschrift: Seine Exzellenz (Abk. S. E.) der Botschafter …; I. E. = Ihre Exzellenz die Botschafterin und I. E. E. = Ihre Exzellenzen (Botschafter-Ehepaar))
- die Staatsoberhäupter fremder Staaten (sofern keine Monarchen)
- die Regierungschefs fremder Staaten, nicht aber der Teilstaaten
- die Mitglieder fremder Regierungen im Range eines Ministers
- die ausländischen Botschafter im Range eines Ministers, im Empfängerland
- der Apostolische Nuntius
- evangelische Bischöfe (in Deutschland unüblich)
- katholische Bischöfe, Erzbischöfe sowie geistliche Würdenträger gleichen Ranges
- orthodoxe Titular- und Vikariatsbischöfe
- Persönlichkeiten, mit dem Rang Großmeister/Statthalter eines Ritterordens.

Parlamentspräsidenten werden gemäß dieser Konvention nicht als Exzellenz angesprochen. Als das Prädikat vergeben wurde, spielten diese keine Rolle in den diplomatischen Beziehungen. Die Abkürzung S. E. kann auch für „Seine Erlaucht“ stehen.